# Język lazyjski
Język lazyjski (ლაზური ნენა, lazuri nena) – język kartwelski używany w tureckich prowincjach Rize, Artvin, Sakarya, Kocaeli i Bolu oraz gruzińskiej Adżarii.
Według danych szacunkowych z 2007 r. posługuje się nim 22–33 tys. osób.
Około 500 lat temu oddzielił się od języka megrelskiego, z którym uprzednio tworzył tzw. język zański.
W powszechnym użyciu jest także język turecki, a w mniejszym zakresie – gruziński. Zdecydowanie zagrożony wymarciem. Jest wypierany przez oba te języki.
Język lazyjski w Turcji (gdzie zamieszkuje większość jego użytkowników) wykazuje silne wpływy tureckiego, który służy jako język literacki. W Gruzji podobną funkcję pełni język gruziński. Lazyjski bywa zapisywany pismem gruzińskim lub alfabetem łacińskim.